# SN 1978J
SN 1978J – supernowa odkryta 30 lipca 1978 roku w galaktyce A222612-6710. W momencie odkrycia miała maksymalną jasność 17,50m.